# Kodalagara, Chiknayakanhalli
Kodalagara là một làng thuộc tehsil Chiknayakanhalli, huyện Tumkur, bang Karnataka, Ấn Độ.